# Rachide (anatomia)
Il rachide è una struttura del corpo umano che occupa una posizione dorso-mediale nel torso e che ha funzione di sostegno della testa e del tronco e di protezione del midollo spinale.
Sebbene talvolta il termine rachide sia usato come sinonimo di colonna vertebrale, in esso vanno inclusi, oltre alla parte ossea costituita dalle vertebre, anche i legamenti, i dischi intervertebrali, i muscoli, i vasi sanguigni, i nervi e il midollo spinale che ne fanno parte anch’essi.